# Ella Bleu Travolta
Ella Bleu Travolta (* 3. April 2000 in Kalifornien, Vereinigte Staaten) ist eine US-amerikanische Schauspielerin. Sie ist die Tochter des Schauspielerehepaares John Travolta und Kelly Preston.

## Leben und Karriere
Ella Bleu Travolta wurde im US-Bundesstaat Kalifornien in den Vereinigten Staaten geboren. Als sie neun Jahre alt war, starb ihr acht Jahre älterer Bruder, Jett Travolta, im Alter von sechzehn Jahren an den Folgen eines Krampfanfalls während eines Familienurlaubs auf den Bahamas.
Im selben Jahr war sie erstmals als Schauspielerin zu sehen: An der Seite ihrer Eltern trat sie in dem Film Old Dogs – Daddy oder Deal auf. Hier verkörperte sie die Rolle der Emily. Im Jahr 2012 setzte sie ihre Karriere fort, als sie eine kleine Rolle in dem Video Gummibär: The Yummy Gummy Search for Santa übernahm. Danach folgte eine längere Pause als Schauspielerin, bis sie 2019 die Rolle der Becky Hunt in dem Film The Poison Rose spielte. Auch hier war sie an der Seite ihres Vaters zu sehen.

## Filmografie
- 2009: Old Dogs – Daddy oder Deal (Old Dogs)
- 2012: Gummibär: The Yummy Gummy Search for Santa
- 2019: The Poison Rose